# Cantonul Rumigny
Cantonul Rumigny este un canton din arondismentul Charleville-Mézières, departamentul Ardennes, regiunea Champagne-Ardenne, Franța.

## Comune
| Comune              | Populație (1999) | Cod poștal | Cod INSEE |
| ------------------- | ---------------- | ---------- | --------- |
| Antheny             | 108              | 08260      | 08015     |
| Aouste              | 208              | 08290      | 08016     |
| Aubigny-les-Pothées | 319              | 08150      | 08026     |
| Blanchefosse-et-Bay | 152              | 08290      | 08069     |
| Bossus-lès-Rumigny  | 94               | 08290      | 08073     |
| Cernion             | 46               | 08260      | 08094     |
| Champlin            | 80               | 08260      | 08100     |
| L'Échelle           | 146              | 08150      | 08149     |
| Estrebay            | 69               | 08260      | 08154     |
| La Férée            | 71               | 08290      | 08167     |
| Flaignes-Havys      | 132              | 08260      | 08169     |
| Le Fréty            | 71               | 08290      | 08182     |
| Girondelle          | 139              | 08260      | 08189     |
| Hannappes           | 155              | 08290      | 08208     |
| Lépron-les-Vallées  | 59               | 08150      | 08251     |
| Liart               | 521              | 08290      | 08254     |
| Logny-Bogny         | 143              | 08150      | 08257     |
| Marby               | 66               | 08260      | 08273     |
| Marlemont           | 110              | 08290      | 08277     |
| Prez                | 112              | 08290      | 08344     |
| Rouvroy-sur-Audry   | 539              | 08150      | 08370     |
| Rumigny             | 368              | 08290      | 08373     |
| Vaux-Villaine       | 186              | 08150      | 08468     |